# Роздратування
Роздратува́ння — неприємний психічний стан, що характеризується такими ефектами, як дратівливість та відволікання від свого свідомого мислення. Це може призвести до таких емоцій, як розчарування та гнів. Властивість бути легко роздратованим називається дратівливістю.
Основні подразники: страх і тривога, допоміжні: спокій, усамітнення, розслаблення.

## Психологія
Як і будь-яка емоція, роздратування виникає не на порожньому місці. Щоб виникло таке різке душевне переживання, для нього потрібні певні внутрішні передумови. Наприклад, одна і та ж дія когось може дратувати, а когось — захоплювати. Дія одна, реакції різні — це говорить про те, що роздратування — річ не універсальна, а індивідуальна. Так, іноді, різних людей дратують одні і ті ж речі, але це говорить лише про збіг у них внутрішніх установок, а не про те, що подразник має вселюдську значимість.
Найчастіше наша дратівливість є наслідком неправильного сприйняття світу і суперечностей між тим, що ми хочемо і тим, що можемо собі дозволити, між нашими бажаннями і необхідністю вступати їм всупереч. І чим менше шансів вплинути на ситуацію, тим сильніше подразнення.